# Betonstaalvlechter

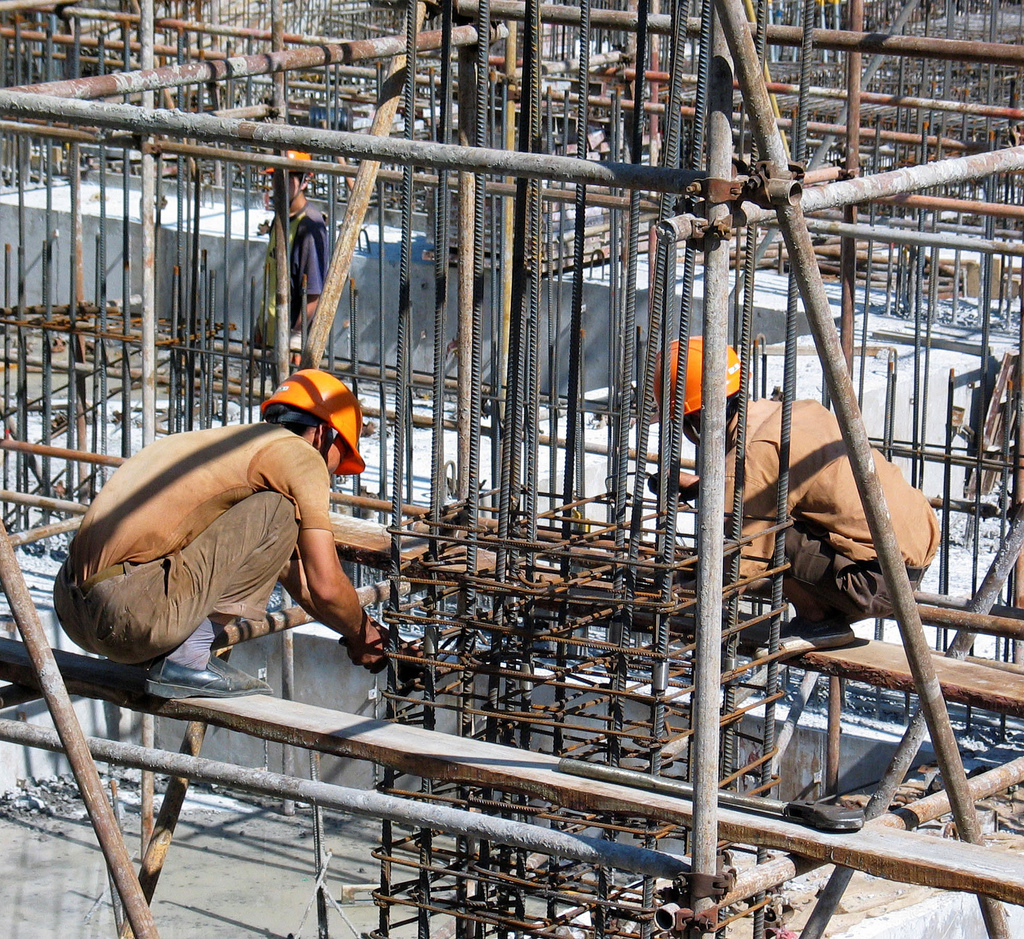
Betonstaalvlechters aan het werk

Een betonstaalvlechter of ijzervlechter is een bouwvakker die op de bouwplaats wapeningen maakt voor gewapend betonconstructies zoals funderingen, vloeren, wanden, kolommen of lateien.
De vlechter maakt aan de hand van een buigstaat de wapeningstaven op maat door deze te knippen en te buigen. Hierna worden de verschillende wapeningsdelen door middel van binddraad met elkaar verbonden (gevlochten).
Vaak wordt de wapening in de werkplaats voorgefabriceerd en in elementen op de bouwplaats aangeleverd. De vlechter zorgt daar dan voor de assemblage van de verschillende elementen
Vlechters werken vaak samen met de betontimmermannen die voor de bekisting zorgen.